# Запороже
Запороже – українське академічне товариство, яке займалось спортивним та культурним розвитком своїх членів виховуючих їх у національному дусі. 
Перша громада товариства існувала 1906–1908 рр. у Чернівцях під керівництвом П. Мігули, налічувала 43 члени. У 1924 роках нараховувалося 148, 1925 – 156, 1929 – 118, 1934 – 238 членів організації.  До характерних ознак однострої членів товариства належали: шапка (оксамитова, від 1932 – 8-рогова мазепинка з ключем товариства) та стрічка (малиново-біла – для юнаків, малиново-біло-золота – для козаків). 

## Структура
Товариство складалось із трьох палат:
1. юнаки (ті члени хто тільки здав шкільні екзамени (матуру) і вступав до товариства;
2. козаки (ті члени хто здав козацький іспит)
3. палата батьків (козак, які відбули 20 семестрів, тобто був десять років активний у козацтві)

Була також група - неактивних козаків (ті, які відбули 10 семестрів у козацтві). Неактивних козаків не обирали для виконання активних функцій, хіба що за власним бажанням.
З палати козаків обирали провід організації - управу. Управа складалась зі: старшого, заступника старшого, писаря, касира, старшого юнаків і контрольної комісії.
При товаристві існувало середньошкільне товариство «Пороги».

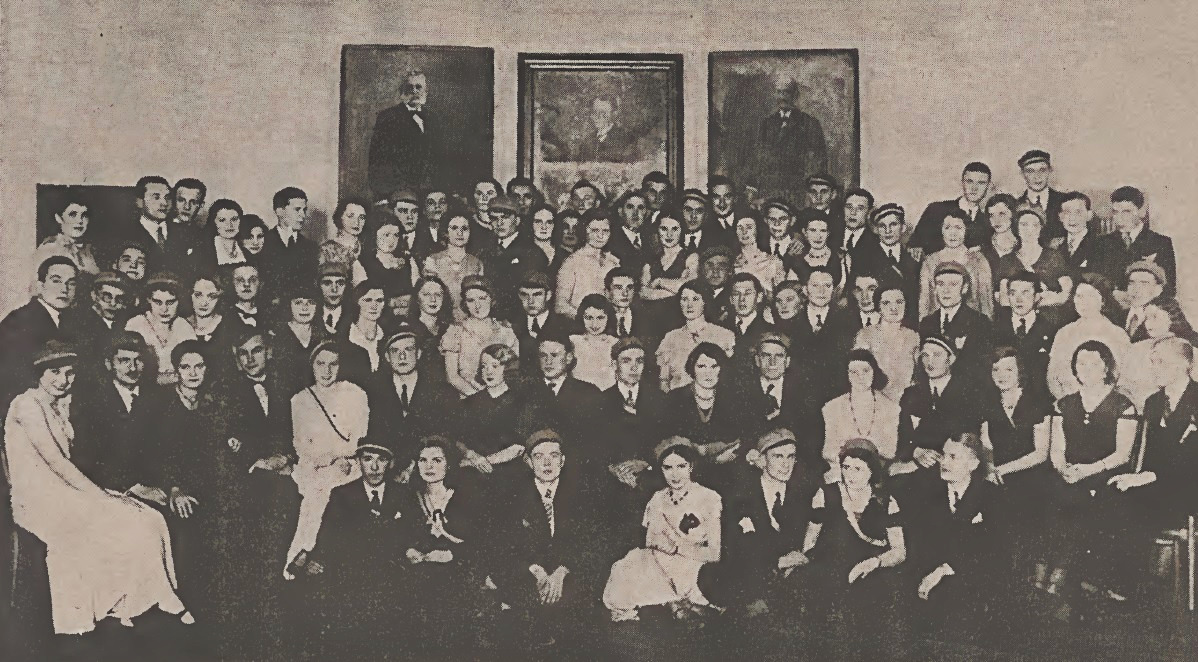
Українські академічні товариства "Чорноморе" і "Запороже" в Чернівцях. Курси танців.

## Діяльність

#### До Першої світової війни
Товариство займалося громадською та культурно-освітньою діяльністю, при ньому діяли театральний гурток та студентський хор. Члени товариства брали участь у створенні «Січей» у містечках, селах Буковини, читалень, ощадних кас, кооперативів, осередків робітничого товариства «Гайдамаки».

#### Після окупації Буковини Румунським королівством
Із 1920 року "Запороже" знову провадило широку культурно-освітню роботу. Члени організації стали співзасновниками спортивного клубу "Довбуш", музичного товариства "Буковинський Кобзар". Проводилися курси українознавства. 1925 румунська влада заборонила діяльність товариства після інциденту на дит. святі та спроб вести українознавчі курси, хоча позиції громади щодо діючої влади були помірковані. 
У 1928 році "Запороже" відновило діяльність як українське козацтво. 1929 року було підписано «Братній союз» із товариством «Чорноморе». Разом з іншими товариствами влаштовували вечірки з метою збору коштів для бідних студентів. 
1931 року делегація організації взяла участь у з’їзді корпорацій "Запорожа" із Чернівців, Львова, Варшави, Ґданська (Польща), Праги, Відня, де було засновано Союз «Запорожа» для координації праці.
1932 року товариство спільно з «Чорноморе» та хором «Міщанської читальні» організувало концерт на честь О. Кобилянської, а у 1935 р. відзначило 25-річчя власної діяльності. 1937 р. румунська влада знову заборонила "Запороже", хоча формально воно існувало до 1940 року.

## Члени товариства
Почесними батьками "Запорожа" були у різний час М. Василько, А. Галіп, О. Калужняцький, О. Попович, С. Яричевський, В. Залозецький-Сас, С. Смаль-Стоцький.